# Японська окупація Науру
Японська окупація Науру — це трьохрічний період (26 серпня 1942 р. — 13 вересня 1945 р.) під час якого Науру, невеликий ізольований острів в центрі Тихого океану, яким керувала Австралія, окупований японською імператорською армією в більш загальних рамках війни в Тихому океані та Другої світової війни. Це вторгнення відповідає подвійній меті: контроль фосфатних ресурсів острова та будівництво бази, що підсилить японську військову присутність у регіоні. Якщо японці не зможуть відновити експлуатацію фосфату, вони встигають зробити цю територію непереборним укріпленням, де американці відмовляються висаджуватися під час завоювання Тихого океану. Найважливіша інфраструктура, яку вони будують, — це аеродром, існування якого стане причиною багатьох нальотів союзників. Війна важко вразила населення острова. Ізольований американським завоюванням Тихого океану та переповнений через наявність великого контингенту японських солдатів та примусових робітників, острів переживає голод. Окупанти встановлюють дуже важкий режим, особливо стосовно китайців Науру, яких вони вважають недолюдьми; примусова робота узагальнена. Вони вирішують депортувати більшу частину населення Науру на острови Трук, де воно має дуже високий рівень смертності. Нейтралізований американськими бомбардуваннями, гарнізон здається одинадцять днів після капітуляції Японії. Після війни австралійці взяли на себе адміністрацію острова, результати є важкими для населення Науру, яке зазнає одного з найважливіших демографічних скорочень в його історії.

## Передвоєнна ситуація
Фосфат добувається у Науру з 1906 року, а острів, тоді колонія Німецької імперії, з тих пір став бажаним через цей стратегічной ресурс, який використовується як добриво. В зв'язку з Першою світовою війною Науру перейшов під пануванням Британської корони в рамках мандату Ліги Націй та під ефективний контроль Австралійського Домініону. Британська комісія з фосфатів (BPC), відповідальна за використання мінеральних ресурсів острова, гарантує у координації з адміністрацією та християнськими місіями патерналістичне управління місцевого населення. Останнє залишається подалі від гірничої економіки; воно продовжує свою традиційну прожиткову діяльність, риболовлю та продовольче сільське господарство, виявляючи лише обмежений інтерес до роботи в шахтах. Таким чином, BPC привозить значну кількість працівників за контрактом, з Китаю та декількох архіпелагів Тихого океану.
Сучасність входить у Науру у вигляді імпортних споживчих товарів, використання яких, як правило, робить жителів Науру все більш залежними від австралійської метрополії. З 1920-х років вони отримують роялті від експлуатації фосфатів, які служать для покриття їх потреб, але залишаються мінімальними порівняно з прибутками, отриманими завдяки продажу їх природного багатства. Населення знищується кількома захворюваннями, проти яких воно не має імунітету. У 1932 році воно дійшло до демографічного порогу 1500 людей, який вважається необхідними для його виживання, цей день відзначається як Angam Day.
Незважаючи на економічне значення Науру для Нової Зеландії та Австралії, острів залишається без захисту, пункт мандата, наданого Лігою Націй забороняє будівництво прибережних оборонних конструкцій. Ця територія, дуже географічно ізольована, не розміщується під постійним моніторингом австралійського флоту і знаходиться поза межами повітряних патрулів. До початку бойових дій у Тихоокеанському театрі, схоже, вона не є під загрозою.

## Загрози у Науру

### Німецькі атаки
Жителі Науру відчули свій перший досвід Другої світової війни в грудні 1940 року, коли два допоміжні крейсери нацистської Німеччини, торгові кораблі, перетворені в воєнні кораблі з додаванням озброєння і камуфльовані в цивільні кораблі, почали рейди на острів. Їх напади спрямовані на те, щоб покласти край експорту фосфату з Науру, а отже, дістатися до новозеландського та австралійського сільського господарства, сильно залежного від цього продукту. Німецька флотилія з Оріоном, Кометом та Кулмерлендом має намір висадитися на острові та знищити необхідну інфраструктуру. Через погані кліматичні умови вони не можуть висадитися на острові. Напади відбуваються в два етапи: у період з 6 по 8 грудня німецькі кораблі топлять п’ять вантажних кораблів, що були навколо Науру, потім 27 грудня один із крейсерів повертається для бомбардування порту Айво та сусідніх структур. Спричинені пошкодження призводять до припинення експорту фосфату з Науру протягом десяти тижнів і мають наслідком посилення заходів щодо морського спостереження по всьому регіону, австралійські органи влади також вирішують відправити на місце невеликий підрозділ із 50 австралійських солдатів, озброєних двома польовими гарматами, щоб уникнути повторення німецького рейду.
Рішення про евакуацію жінок та іноземних дітей, присутніх на острові, було прийнято в березні 1941 року. 27 липня їх доставили до Австралії під захистом HMAS Westralia. 3 листопада останній мінераловоз, навантажений фосфатами, покинув острів.

### Вступ у війну Японії
Для Японської імперії важливість Науру є двоякою: з одного боку, вони хочуть здобути фосфатні родовища острова, з іншого боку, Науру є хорошою базою для здійснення повітряних атак на острови Гілберта та прорізання морського маршруту між Австралією і Північною Америкою.
7 грудня 1941 року відбулася атака на Перл-Харбор, яка ознаменувала вступ до війни Японської імперії проти США. 8 грудня, над островом видно японський розвідувальний літак. 9 грудня 1941 року відбувся перший наступ: три літаки з Маршаллових островів бомбардують станцію TSF острова, не завдаючи шкоди. Жителі Науру, попереджені Банабою, островом розташованим 350 кілометрів на схід, встигають сховатися в сховища. Наступного дня інший літак повертається, з тою самою метою. На третій день у небі Науру з’являються чотири японські літаки, що летять на дуже низькій висоті і, нарешті, їм вдається знищити радіостанцію. За три дні 51 бомби падають поблизу або на станцію. Після цієї операції губернатор Шамлерс надсилає повідомлення Канберрі, вказуючи на те, що, за його словами, японці не намагалися знищити об'єкти для видобутку фосфатів, оскільки вони мають інші плани на Науру. Після цих перших бомбардувань усі морські контакти між Науру та рештою світу перериваються. Відкликано корабель Trienza BPC, відповідальний за постачання острова. До кінця лютого 1942 року в Науру здійснюють щоденний візит японські розвідувальні літаки.
У решті Тихого океану японський наступ триває, вони окупували острови Гілберта на північний схід від Науру на Різдво 1941 року, у січні 1942 року вони взяли Рабал на південь від Науру і створили тут важливу базу. Потім острів затискається між двома японськими фронтами. 19 лютого 1942 року відбулося бомбардування Дарвіна: вперше в її історії Австралія атакована на своїй землі іноземною державою. Оголошення цієї операції залишає населення острова в шоці.

### Евакуація європейців і китайців
Після вступу до війни Японської імперії лідери Британської комісії з фосфатів натискають на уряд Австралії, щоб допомогти йому евакуювати його особовий склад. Однак влада повільно реагує. Звіти оцінюють вторгнення на острів силами противника малоймовірним через відсутність глибоких вод та аеродрому. Їх небажання також випливає з того, що вони вважають, що відкликання всіх європейців призведе до втрати престижу Австралії у жителів Науру після війни. Рішення, нарешті, було прийнято в кінці січня 1942. Початковий план передбачає евакуацію всіх європейців, а також китайців. Через зростаючу присутність японських кораблів у цьому районі евакуація довіряється Triomphant вільних французьких військово-морських сил, одному з найшвидших кораблів часу. 21 лютого він приєднався до Trienza BPC, який його чекає, замаскований у бухті острова Малекула в Нових Гебридах і навантажує 50 тонн їжі для Науру. Потім він прямує на повній швидкості до острова, якого він досяг 23-го. Вивантаження продуктів харчування та посадка цивільних осіб робиться якнайшвидше. На відміну від початкового плану, вирішується не приймати всіх китайців через тісноту судна . 61 європеєць, 391 китаєць та 49 член британського гарнізону сідають на борт, 191 китаєць з Науру залишаються там після того, як їм пообіцяли повернутися, що не буде зроблено через військові операції. Перед від'їздом, лідери BPC саботують фосфатну інфраструктуру.

## Окупація

### 1942: встановлення союзників

#### Висадка
Спроба вторгнення на Науру та Банабу, що називається операцією RY, планується на травень 1942 року. Японський флот відправляється з Рабаулу. Американці, попереджені про рейд перехопленням ворожих комунікацій, відправляють до Науру авіаносці USS Hornet та USS Enterprise, розгортання сили, що змушує японський військово-морський флот відмовитися.
Перепочинок лише короткий. 17 та 18 серпня 1942 р. американці напали на Макін, цей сміливий рейд підкреслив слабкість японської оборони на островах Гілберта. Тому японці вирішують консолідувати свою присутність у регіоні, створивши бази на островах, покинутих союзниками. 23 серпня дев'ять літаків бомбардували острів трьома хвилями протягом дня, потім крейсер Ariake завершив роботу вночі. Чалмерс, губернатор острова, вивішує білий прапор у порту та на будівлі уряду о 2:30 ранку 24 серпня.
Японський військовий корабель знову з’являється наступного вечора о 21:30; потім Чалмерс сигналізує про своє бажання здатися. Через кілька хвилин він відправив на борт корабля емісарів, щоб домовитись про здачу. Опівночі перші дванадцять солдатів у супроводі їхніх офіцерів висаджуються. Їх перша дія - перейти на радіостанцію та знищити радіоприймачі за винятком одного. Потім, о першій годині ранку 26 серпня 1942 року вони вперше піднімають японський прапор, ця дата офіційно позначає початок японської окупації Науру.
Експедиційний корпус двох рот 43-ї сили островів Кароліни, що складається з 300 японських солдатів на чолі з лейтенантом Накаяма Хіромі висаджується через один день після заволодіння островом. Перший захід окупантів полягає в тому, щоб негайно помістити п’ять європейців, які працюють на адміністрацію, або BPC під домашній арешт. Частина населення Науру втекла на південний захід острова, що густо заселений, щоб сховатися в північно-східному буші. Японських солдатів відправляють на інспекційні обходи по острову, і саме тоді відбуваються перші контакти з місцевим населенням.

#### Новий порядок
Незабаром після їх приїзду японці розміщують жителів Науру під керівництвом Тімоті Детудамо, якому їм наказано підкорятися під загрозою кари. Він поважний начальник жителів Науру, який здійснював керівництво до війни. За японського режиму він не має самостійності, його роль полягає лише в виконанні наказів окупантів. Провини жорстко караються, науруанці є свідками обезголовлення кількох китайців, гілбертінців та корейців, які не дотримувались наказів. Окупанти реквізували кілька будинків, покинутих їх мешканцями під час висадки, а також усі транспортні засоби, які мали науруанці. Вони встановлюють систему нормування. Науруанці та корейські робітники мають право на 900 грам рису та 45 грам яловичини на день, китайці мають менші раціони. Усі чоловіки потрібні на обов'язковій роботі. Їм доручено поряд з корейськими робітниками побудувати аеродром в інфернальному темпі і їх б'ють, коли окупанти вважають їх занадто повільними. Однак режим, запроваджений для місцевого населення, хоча і суворий та контрастує із патерналістським ставленням колишніх австралійських колонізаторів, не досягає ступеня жорстокості, який існує в інших районах, окупованих Японією. Окупанти намагаються прилучити мешканців до своєї справи, змішуючи пропаганду, освітні заходи та розваги. Вони відкривають школу японською мовою, мову яку багато науруанців вивчають під час війни, запрошують танцюристів-науруанців під час урочистостей, які вони організовують, що забезпечує їм дохід і запрошують островитян відвідувати сеанси, де транслюються японські новини. Вони також вирішують залишити двох європейських священиків, дозволяють проведення релігійних служб та поновлюють договір деяких колишніх службовців колоніальної адміністрації. З іншого боку, японці розміщують китайців на дні своєї расової ієрархії і ставляться до них дуже жорстко. Вони недоїдають і їх б'ють частіше і сильніше, ніж інших мешканців.

#### Великі роботи
Організація оборони острова - це перше завдання окупантів, вони встановили на узбережжі 152-міліметрові гармати, а також зенітні кулемети 12,7 міліметрів на вершині острова, Command Ridge. Блокхаузи побудовані на пляжах, бункери у глибині острова, а також підземна лікарня. Їх найважливішою реалізацією залишається будівництво посадкової доріжки, яка є вихідним пунктом нинішнього міжнародного аеропорту Науру. Для того, щоб виконати цю роботу, вони привозять 1500 японців та корейців, до яких додають 300 примусових робітників науруанців та гілбертинців. Її будівництво на вузькій прибережній смузі призводить до вигнання багатьох науруанців з районів Бое та Ярена, де розташована найкраща земля острова. Доріжка стала функціональною в січні 1943. Дві інші смуги були розпочаті в Менензі та Анабарі, але залишаються незавершеними.
Японці також мають на меті відновити виробництво фосфатів. 29 серпня 1942 року, через кілька днів після японського вторгнення, 72 японські працівники Компанії з розвитку південних морів (японською: 南洋興発株式会社, Nan'yo Kōhatsu Kabushiki Kaisha) висаджуються, щоб оцінити обладнання для виробництва фосфатів.  Вони відновлюють певні частини машин і дають наказ кільком китайцям, збирати фосфат. У червні 1943 року посланці компанії покинули територію після тертя з солдатами. Жоден вантаж фосфату не експортується протягом усієї тривалості японської окупації.
Тому Науру використовується лише як лінія захисту японців у центральному Тихому океані.

### 1943-1944: американський наступ, депортації і автаркія

#### Американський наступ
Союзники почали відновлювати перевагу в Тихому океані протягом 1942 року під час битви на Кораловому морі в травні. Щоб впоратися з цією загрозою, Японія зміцнює свої сили в регіоні, реорганізуючи свій 4-й флот, відповідальний за захист південного Тихого океану. У Науру окупаційні сили розпущені і замінені 67-ю гвардією військово-морських сил, якими командує капітан Такенучі Такао, і один з підрозділів якої розташований на Банабі. Лейтенант Накаяма, відповідальний за першу силу окупації, стає другим в ієрархії командування, але зберігає реальність влади через деградоване здоров'я капітана Такенучі, який буде замінений через чотири місяці капітаном Соедою Хісякі.
Перше важливе бомбардування Науру відбулося 25 березня 1943, знищивши п’ятнадцять японських літаків, розміщених на аеродромі, та пошкодивши установки аеропорту. У відповідь японці обезголовлюють п’ятьох австралійських в'язнів, включаючи адміністратора острова Фредеріка Ройдена Чалмерса. 20 квітня група з 22 бомбардувальників B-24 7-ї ВПС США нападає на острів під час рейду в понад 1000 миль з Фунафуті на Гілбертових островах та Еллісі, незважаючи на активний японський зенітний захист, рейд спричиняє багато збитків для злітної смуги та установкам для переробки фосфатів.
У рамках підготовки операції Гальваніч (листопад 1943 р.), яка мала на меті контроль над островами Гілберта, вирішено висадитися в Тараві, Апамамі та Науру. Ця ціль вважається американцями важливою, оскільки вона становить стратегічний зв’язок зовнішньої оборони Японії. З цієї точки японські бомбардувальники можуть патрулювати в радіусі 1000 кілометрів. Сили 27-ї американської піхотної дивізії протягом двох місяців тренуються для цієї місії. Однак, після більш детального вивчення топографії острова, американське командування розуміє, що вторгнення на Науру представлятиме дуже значну ціну. Генерал Голланд Сміт, головний стратег операції, переконує адмірала Ернеста Кінга змінити мету після того, як представив йому модель цілі. Він підкреслює, що острів не містить бухти, війська повинні проходити кораловий бар'єр, а потім штурмувати Науру під вогнем японських позицій, захованих уздовж прибережних скель і повинні знищити японські засідки в багатьох щілинах та печерах центру острова. Він вважає, що принаймні дивізія буде необхідна для здійснення такої висадки. Рішення, нарешті, приймається за шість тижнів до операції щодо зміни цілі, на архіпелаг Макін на північ від островів Гілберта, щоб замінити Науру.
Масові бомбардування на Науру все-таки проводяться під час підготовки до операції в листопаді 1943 року, острів є японською базою, найближчою до Тарави, американські бомбардувальники використовують його як ціль для тренування. 19 листопада, напередодні нападу, Науру постраждав від масового повітряного бомбардування, спрямованого для запобігання літакам на острові нападати на американські сили під час фази висадки, коли вони перебувають у стані вразливості. Чотири хвилі з 90 американських бомбардувальників, атакують острів, сіючи  там руйнування. Невеликі рейди тривають, поки Тарава не буде захоплена американцями. Після закінчення операції американські кораблі, що прибули з півдня Тихого океану для участі в битві при Тараві повертаються до своїх баз, і Науру на їх шляху. Думаючи, що літаки цієї бази напали на їхні сили під час операції, американське командування вирішує знову націлитися на Науру. Повітряно-морська група, що складається з п'яти лінійних кораблів та дванадцяти есмінців прибула на острів 9 грудня. Кораблі обстрілюють узбережжя, а авіація скидає там 51 тонну бомб. Напад спричиняє смерть шести науруанців та ще більшої кількості гілбертинців. На землі знищено десяток літаків. Японці відповідають своєю важкою артилерією, розміщеною на скелях острова, пошкодивши есмінця та збивши чотири літаки.
Науру, таким чином, є однією з перших земель центрального Тихого океану, до якої американці застосовують стратегію чехарди, спрямованої на обхід та ізоляцію острова, ціна взяття якого оцінюється занадто високо, при цьому нейтралізуючи його гарнізон шляхом бомбардувань та підводних атак, що блокують постачання.
Місяці від травня по листопад 1944 року виявивляться особливо жахливими, американці проводять напади майже щодня. Науруанці щовечора залишають свої будинки, щоб провести ніч, захищеними кораловими утвореннями у центрі острова. Аеропорт використовується лише як етапний пункт для японських розвідувальних літаків, він білше не може забезпечити оборонних функцій.

#### Переселення населення

Переселення населення: червень 1943 : більше 2000 японських і корейських солдатів і робітників прибувають на острів (червона стрілка), так само як 600 жителів Банаби переселені на Науру (синя стрілка). Протягом того ж періоду 1200 жителів Науру відправлені на острови Трук (зелена стрілка).

Японці встановлюють на Науру дуже значний гарнізон порівняно з розміром острова. У червні 1943 року там було 5187 людей або на 2000 більше, ніж у 1940 році. Цей показник включав 1388 солдатів та 1500 японських та корейських робітників, а також трохи менше 400 жителів Океанії та китайців, колишніх працівників BPC. Тоді 1848 науруанців були в меншості на своєму острові. Наприкінці місяця до Науру прибули ще 1000 солдатів.
Влада, боячись голоду на переповненому острові, що підлягає ефективній блокаді, вирішує перемістити населення Науру. Незабаром після приїзду цього останнього конвою солдатів японське командування терміново скликає раду науруанців і оголошує про депортацію частини островитян під керівництвом Тімоті Детудамо. Вони відмовляються вказувати на місце призначення науруанамцям, що збільшує занепокоєння населення. Вибрані сім'ї - це ті, хто не може забезпечити свої потреби в Науру, і їм кажуть, що острів, куди їх відправляють, сповнений харчових припасів. Незадовго до від'їзду Накаяма, другий у військовій ієрархії острова, дає Тімоті Детудамо лист, що містить печатку імператора Хірохіто, що свідчить про те, що науруанці розміщені під протекцією імператора. Цей документ під час продовження війни буде служити охоронним свідоцтвом для вигнанців.
29 червня 1943 року 600 науруанців та 7 китайців були згруповані в порту Айво, а потім вони здійснили посадку, вночі, щоб уникнути нападів союзників, на вантажний корабель Акібасан Мару до невідомого пункту призначення. На наступний день корабель відправляється з невеликим військовим кораблем до островів Трук, в 1600 кілометрів на північний захід від Науру до Каролінських островів, де базується центр командування японських військово-морських сил центрального Тихого океану.
Після цього від'їзду японці вчиняють те, що вважається їх найбільшим військовим злочином у Науру; різанину прокажених. Прокажені живуть у лепрозорії, розташованому в Мененгу, побудованому за часів австралійської адміністрації. До приходу японців їх можуть відвідувати члени їхніх родин, а в деяких випадках їхні діти живуть з ними. Окупанти, які панічно бояться інфекції, тільки прибувши, ізолюють їх повністю, і дбають про те, щоб включити їхніх близьких у конвой до Трука. 12 липня 1943 року вони наказують 49 прокаженим пливти у напівзруйнованому човні, який вони відтягують у відкрите море, а потім бомбардують поки він не потоне.
Наступного місяця 659 знесилених жителів Банаби були переправлені з сусіднього острова Банаби, також під японським пануванням, у чотирьох послідовних хвилях. Вони розповідають науруанцям про голод, що панує на їхній землі, яка стала пустинною через  японське перенаселення, змушуючи їх, щоб вижити їсти траву та кору дерев.
Новий контингент з 1200 солдатів прибув 16 серпня 1943 року і в той же день, друга група з 601 науруанців, переважно жінок та дітей, що супроводжуються католицькими священиками Алоа Кайсером та П'єром Клівазом, відправляється на заслання, поки жодна новина від першої групи не приходить до Науру. На кораблях, що вивозять науруанців на острови Трук, умови життя відносно терпимі, незважаючи на тісноту. Для переважної більшості вигнанців це перший раз, коли вони покинули свій ізольований острів посеред океану і, незважаючи на загальну стурбованість, цей факт викликає певне хвилювання серед молодих науруанців.
11 вересня корабель, відповідальний за депортацію решти науруанців, прибув до острова, коли раптово, науруанці побачили, як він загорівся, вражений торпедою, вистріленою з американського підводного човна. Це не дозволитьло японцям здійснити свій проект депортувати все населення Науру та залишити там лише не корінне населення Океанії без конкретних прав на острів.
Таким чином, 1943 р. відзначається важливими рухами населення. Від'їзди та прибуття на острів слідують один за одним, 1200 науруанців залишають острів, але їх замінюють ще більшою кількістю японського населення та вигнанців з Банаби.

#### Виживання за автаркії
Науру знаходиться в кінці довгого ланцюга постачання, що з'єднує Тихоокеанські острови з Японією. Зростаюча ефективність американських підводних човнів та їх просування на заході ускладнює постачання Науру. Таким чином, у вересні 1943 року вантажний корабель з тоннажем у 6000 тонн, відправлений на постачання гарнізону, був потоплений біля острова; серед 450 осіб на борту 21 вижили. Наприкінці 1943 року звичайні опади не випали; що призводить до сильної посухи. На початку січня 1944 року двом японським кораблям постачання вдалося пробитися до Науру. Другий корабель, що прибув 10 січня, - це останній надводний корабель, що постачає базу.
Ситуація змушує мешканців шукати паліативів для їх ізоляції, розвиваючи свою самодостатність. Їх основне завдання полягає у компенсації відсутності постачання продуктів харчування, перш за все рису, основного продукту під час окупації, резерви якого зменшуються.
Однією з дотримуваних стратегій є перетворення острова у величезний город з метою збільшення місцевого виробництва. Науруани вирощують усе, що можуть у своєму городі, і швидко наслідуються японцями, які засаджують кожну доступну площу. Вони вирощують баклажани, кукурудзу, гарбузи і солодку картоплю. Не отримуючи достатньо результатів, вони вирішують побудувати гарбузові плантації, що ростуть в напівбідонах з бензину, наповнених людськими екскрементами, які вони доручають збирати китайцям, від усього населення. Цей метод є дуже продуктивним при тропічному кліматі Науру, але викликає появу дизентерії, яка призводить до багатьох жертв. Хмари мух з'являються навколо плантацій, запах нестерпний. Тодді, сік зібраний розрізами на багатьох кокосових пальмах острова, також є необхідним харчовим продуктом, а в певні періоди єдиною доступною їжею. Усі дерева, що використовуються для збору тодді, зареєстровані та призначені для населення, три для кожного японця, два для жителя Океанії та одне для китайця. Вони настільки використовуються, що в кінцевому підсумку більше не плодоносять.
Полювання, риболовля та збиральництво, що традиційно практикуються науруанцями, переживають підйом. Чоловіки полюють на скелях на чорного нодді (маленького птаха), жінки збирають морепродукти на рифах, і займаються риболовлею . Виявивши, що плоди гевеї є їстівним, японці забороняють островитянам збирати їх на своїй землі і починають їх споживати.
Населення Науру також відроджує традиційніе ремесло, яке занепало під час колонізації. Таким чином, японцям потрібні жінки науруанці, які вміють створювати мотузки з волокон кокосової пальми. Ці шнури використовуються для заміни цвяхів у будівництві, для складання каное та для риболовлі. Вони також роблять килими та кошики з листя пандануса. Листя, які збирають на плато Науру, просочують, кип'ятять, потім висушують і сплітають. Створені таким чином деталі можуть служити притулками та килимами для підлоги і навіть використовуються гілбертинцями для виготовлення вітрил для їхніх човнів.
Крадіжка також стає узагальненою практикою виживання, науруанці, а також японські солдати та гілбертинці використовують резерви інших громад, незважаючи на дуже суворий режим санкцій, накладений японським командуванням. Солдати не вагаються силою забирати у науруанців продукти їхнього збору, вони приходять на їхні городи, щоб вкрасти овочі, а також намагаються розграбувати запаси рису. Злодія, спійманого на місці, в кращому випадку б'ють палками, в гіршому випадку його вбивають. Таким чином, солдат, спійманий на крадіжці тодді був вбитий на місці.
У липні 1944 р. рисова каша, що складала сніданок солдатів, була замінена супом з кабачків. Знищення в цьому ж місяці великого продовольчого резерву американською запальною бомбою погіршує ситуацію, кількість смертей від недостатнього харчування збільшується. Однак науруанці, зі своїми знаннями про своє оточення, харчуються набагато краще, ніж японці, так, що японське командування викликає чотирьох науруанських чоловіків доброї конституції, щоб вони пояснили їхнім лікарям, як їм вдається харчуватися краще, ніж солдатам.
14 вересня 1944 року прихід двох транспортних підводних човнів покращив ситуацію; вони доставляють до гарнізону острова військову техніку, а також 2000 мішків рису та евакуюють 600 японців, що зменшує стан голоду. Американці під час своїх прильотів на острів починають з червня, скидати пропагандистські аркуші, що супроводжуються банками консервів з лосося та тушкованого м'яса. Японці думають, що вони отруєні і забороняють споживання, але після того, як група жителів їла їх без шкоди, вони в кінцевому підсумку використовують консерви в їжу. В останні місяці 1944 року дощі повертаються, закінчується тривалий період посухи.

### 1945: останній рік війни
Американські бомбардування припинилися наприкінці листопада 1944 р. Дійсно, на цю дату Сполучені Штати готували свої напади на Іво Джиму та Окінаву, в зв'язку з цим наблизили свої літаки до лінії фронту. Незважаючи на цей перепочинок, ситуація жителів острова погіршується через стан голоду. Китайські жертви расизму окупантів найбільше постраждали від недоїдання. Науруанське населення, однак, менш постраждало, ніж гарнізон, оскільки йому вдалося скористатися природними ресурсами острова.
Після від'їзду Тімоті Детудамо на депортацію, Пол Харріс вибирається на його місце як Кайшо, начальник океанського населення острова, відповідальний за службу посередника з японською владою. Хоча його любило населення Науру, він не має впливу свого попередника, який обіймав посади в довоєнній адміністрації, виїхав за кордон і зміг захистити населення Науру, обережно поступаючи із окупантом завдяки своїм талантам переговорника. Він стикається з труднощами у повазі до своєї влади і в кінцевому підсумку має надзвичайно авторитарний підхід як японський окупант, обіцяючи прикріпити голою до дерева, будь-яку дівчину спійману з японцем. Він також приймає особливо прояпонський стиль, проголосивши натовпу, зібраному під час одруження, що японці мають на меті домінувати у світі, оскільки вони дають народам свободу та рівність у всіх аспектах життя. Він вітає, що в адміністрації домінують науруаниці з сімейними зв'язками з Маршалловими островами і додає, що ця ситуація повинна тривати. Під його впливом, танці відбуваються в резиденції уряду, де алкоголь тече хвилями, що, згідно з свідком того часу має "поганий вплив" на молодих дівчат Науру. Японці, нарешті, його відсторонили за некомпетентність після організації клубу для офіцерів із сумнівною діяльністю.
24 червня 1945 року двоє японців, які більше не витримують ситуацію голоду, що переважає на острові, вирішили втекти. Вони вкрали човен і їжу та вийшли у море. Їх врятував, після того як вони продрейфували багато днів, американський корабель 450 км на захід від Науру, виснаженими, зневодненими із вичерпаними майже всіма резервами. Вони дають союзникам перше пряме свідчення умов життя в Науру з початку окупації в 1942.
У липні Накаяма, офіцер, відповідальний за адміністрацію Науру, і, рідкісний серед японців, християнин, почав відвідувати релігійні служби. Він організував молитовну службу для Японії, з приводу якої він виголосив проповідь, яка наказувала науруанцям об'єднатися та сформувати націю після війни. Незважаючи на свою причетність до вбивства п'яти європейців, включаючи губернатора острова на початку війни, і суворої дисципліни, яку він наклав, науруаниці вважають його справедливою людиною і бачать свою участь у службах як знак надії. Вони вважають, що він був гарантом їх виживання під час епізоду, коли перевірялася вірність науруанців. Зібравши їх перед великою загальною могилою на кладовищі, їх допитують і їм погрожують, а потім нарешті відправляють додому. Накаяма, відповідальний за радіозв'язок з Японією, змінив значення наказу, надісланого з Токіо, додавши "не" до наказу про ліквідацію спільноти. На сусідньому острові Банаба жителям не так пощастило, 150 жителів Океанії, присутніх на місці знищені японським гарнізоном, в серпні 1945 року під час подібної постановки, був лише один, хто врятувався.
Науруанці, відірвані від світу, не мають конкретної інформації про війну. Однак з травня ходять чутки про кінець війни в Європі та смерть Гітлера. У день бомбардування Хіросіми, 6 серпня, поширилася чутка про завершення бойових дій у Тихому океані. Вони мають підтвердження про кінець конфлікту 16 серпня під час спортивного змагання, через день після Гьокуон-Хосо, виступу японського імператора, який оголосив про здачу. Американський літак облітає острів, і учасники розходяться, щоб сховатися в укриття. Однак їх викликають японці, які кажуть їм, що повідомлення було надіслано союзникам, просячи, щоб бомбардування припинилися. Видатні науруаниці викликаються у другій половині дня, і їм повідомляється, що імператор Хірохіто оголосив мир і що війна припинилася по всьому світу.
Через два дні японська школа була закрита. У своїй початковій промові відповідальний офіцер просить науруанців пам’ятати японців і не забувати, того, що вони навчили. Наступного дня солдат, який не міг прийняти поразку, застрелився, пострілом в голову. Побоюючись японських репресій, мешканці намагаються, наскільки це можливо, приховувати свою радість. Їх попереджає командування 20 серпня, що будь-яка спроба спровокувати солдатів, коли вони виїжджають, буде жорстоко покарана. Наступного дня два американські літаки летять по колу над островом, скидаючи повідомлення з проханням підняти білий прапор, що робиться негайно. Потім японці готуються до приїзду союзників, збираючи боєприпаси та поховавши свої міни. Вони надійно підтримують контроль над островом до кінця маскуючи всі емоції. 28 серпня було організовано спортивне змагання, щоб відзначити третю річницю японської присутності.

## Капітуляція японців
Проводяться консультації для підготовки до здачі Науру та його сусіда Банаби. Австралійці та новозеландці підкреслюють економічне значення, яке ці два фосфатні острови представляють для них, і необхідність якомога швидше відновити видобуток цієї руди. Незважаючи на те, що ця територія знаходиться під американським командуванням, планується, що острови будуть звільнені військами цієї країни, Сполучені Штати згоджуються, що військово-морський флот Австралії візьме це на себе, щоб прискорити повернення до нормального життя на місці. Однак капітуляція ворога повинна бути прийнята від імені командуючого Тихоокеанського флоту. Таким чином, австралійський командуючий подає свій підпис двічі на документі, перший як представник Сполученого Королівства, другий в ім'я американського командування.
8 вересня австралійські літаки скинули листівки, що вказували на прихід трьох кораблів, відповідальних за прийняття капітуляції окупантів. Однак, лише через п’ять днів, 13 вересня 1945 року, фрегат HMAS Diamantina в супроводі двох транспортних кораблів, HMAS Burdekin та HMAS Glenelg, прибув до острова. На борту добре відомі науруанцям особистості: Альберт Фуллер Елліс, якому зобов'язані відкриттям місцевого фосфату, Вільям Бот, адміністратор місцевого відділу BPC, та Томас Куде, начальник поліції острова. Їх супроводжують п’ять молодих науруанців, які пішли вчитися в Австралію та провели там весь період війни. Коли корабель наближається, пасажири шоковані спостерігають за спустошенням, що сталося на острові. За допомогою сигналів вони погоджуються з японцями провести церемонію о 14:35. Австралієць, командувач флоту, Дж. Р. Стівенсон, у супроводі П. Фіппса, Королівських ВМС Нової Зеландії та представника уряду Нової Зеландії, а також Альберта Елліса та Біссетта, відповідно, представника та новозеландського директора Британської комісії з фосфатів підписують капітуляцію з командувачем японських сил Науру, Хісаякі Соедою. На знак покори, японець передав свою катану Стівенсону. Зброя розміщується в центрі стола переговорів, тоді документ про здачу читається англійською та японською. Командуючий Хісаякі Соеда підтвердив свою згоду кивком голови, підписав документ, а потім швидко повернувся на острів, залишивши своїх офіцерів на борту, щоб їх могли допитати союзники.
Наступного дня прибув контингент з 500 австралійських солдатів. Їх вітає радісний натовп, тоді як японці залишаються розміщеними у своїх казармах. Вперше після початку японської окупації прапор Великобританії був піднятий у другій половині дня під час військової церемонії. Чиновники Британської комісії з фосфатів, які перевіряють острів, можуть відзначити лише ступінь збитків, заподіяних війною установкам компанії, з яких залишається лише купа розтопленого сміття. Однак вони знаходять населення в набагато кращому здоров'ї, ніж за свідченнями двох японців, які втекли з острова в червні 1945.
З 1 по 3 жовтня 3745 японців присутніх на острові збираються та вирушають на союзних кораблях, що відправляються на острів Бугенвілл, на Соломоновому архіпелазі. Під час переведення на кораблі колишніх окупантів науруани, відповідальні за допомогу австралійцям при їх транспортуванні грубо поводяться. На японців також жорстоко нападає група китайців, озброєних палицями, які бажають помститися своїм старим катам.

## Реконструкція
Відновлення фосфатної промисловості є пріоритетним завданням Британської фосфатної комісії, але спочатку необхідно провести операції з очищення від слідів війни. Одним із перших завдань армії було облити бензином і спалити гарбузові плантації, збагачені людськими екскрементами, посаджені японцями навколо острова, а також розкидати ДДТ для знищення мух. Щоб повністю контролювати їх популяцію, знадобиться кілька місяців. Японська військова оборона повинна бути демонтована, щоб дозволити рух і розчистити купи сміття. Щоб полегшити нестачу робочої сили, було вирішено залишити на Науру 500 корейців, привезених на острів японцями під час окупації, щоб вони могли допомогти у найневідкладнішій роботі. Присутні островитяни репатріюються. На початку листопада 1945 року армія, за винятком однієї роти, залишила острів, і австралійська цивільна адміністрація відновила контроль над Науру.
Роботи з ремонту гірничої інфраструктури почалися в 1946 році. Нова команда з 750 гілбертинців була набрана та відправлена до Науру. BPC купує за низькими цінами американське обладнання для реконструкції, залишене в Новій Гвінеї американськими військами після перемир’я, і транспортує його до Науру на своїх двох уцілілих кораблях, Trienza та Triona, які також використовуються для репатріації населення. Через те що консольні конструкції, що дозволяють здійснювати пряме завантаження рудовозів, закріплених на березі, зруйновано, перевантаження руди спочатку має здійснюватися баржою. Використовуючи цю техніку, компанія могла перевантажувати лише 1700 тонн фосфату на день у порівнянні з тисячею тонн на годину до війни. BPC доведеться чекати до 1950 року, щоб досягти та перевищити свій довоєнний рівень виробництва.
Навіть якщо процес реконструкції просувається добре, відносини між білими та островитянами відрізняються від тих, що були до війни. Як і в інших країнах Азії та Тихого океану, японські перемоги підірвали міф про всемогутність і всезнання білої людини, який підтримувався під час колонізації. Молоді науруанці, які навчалися в Австралії, відомі як «група Джілонга», розпочинають акцію протесту. Хоча BPC очікує, що вони допоможуть поставити фосфатну промисловість на ноги, вони мають намір в першу чергу сприяти будівництву житла для переміщених жителів Науру. Рух за деколонізацію піднявся після війни, і науруанська еліта брала в ньому участь за підтримки Організації Об’єднаних Націй, створеної в 1945 році. Через свою наглядову раду вона чинила тиск на адміністраторів Науру, щоб надати більше автономії науруанцям, процес, який привів жителів острова під егідою Хаммера ДеРобурта, одного з діячів війни, до проголошення своєї незалежності в 1968 році.

### Репатріація вигнанців
Наприкінці листопада 1945 р. Британська комісія з фосфатів, острівна адміністрація та британська влада розробили складний план, спрямований на репатріацію островитян-вигнанців. Вирішується, що банабанці, села яких були знищені, повинні бути зібрані з архіпелагів, де вони були розкидані японцями, Каролінських островів, островів Гілберта та Науру, потім розміщеними на острові Рабі, у Фіджі тисячі кілометрів від їх рідної землі<name="Garrett176-181"/>. Гілбертинці повинні бути репатрійовані з Каролінських островів та Науру до їх архіпелагу, а науруанці повинні бути перевезені з островів Трук до свого острова. 24 листопада 1945 р. 777 гілбертинців і банабанців покинули Науру на борту корабля Trienza, що належить BPC. Пізніше той самий корабель буде використаний для репатріації науруанців.
11 грудня 1945 р. Томас Куде, начальник поліції довоєнного Науру, прибув на острови Трук і поїхав на острів Сіото, де зібрані науруанці в очікуванні їх репатріації. За умов примусової праці, голоду, поганого поводження японців, американських бомбардувань, вони сильно постраждали від війни; 460 з них, або 40 % вихідної групи, загинули в депортації. Куде може констатувати, що їх умови життя набагато гірші, ніж у науруанців, які залишилися на місці. Він виконав завдання знаходження членів групи, розкиданих на інших островах архіпелагу Трука, та згрупування їх у Сіото. Потім протягом тижня він розслідував військові злочини, вчинені проти науруанців, що дозволяє йому зібрати нові свідчення на додаток до тих, що вже зібрали американці.
26 січня 759 врятованих були зібрані та дісталися баржами до Trienzа за 32 кілометри від Сіото поблизу Вено. Після того, як корабель перетнув великий кораловий бар'єр, що позначає вхід до атолу Трук, радість захоплює вигнанців і не залишає їх до їх прибуття. Передбачено дати, як тільки вони досягнуть місця призначення, демонстрацію пісень та танців, складених під час їхнього довгого заслання, важлива форма розповіді в науруанській культурі. Одна з пісень має тему Науру ітуга, яка може бути перекладена  "як Науру, але ще краще", слова, повторені японцями, коли вони везли науруанців в екзил. Інші мають тему любові до батьківщини або зниклих родичів.
31 січня 1946 року вони нарешті прибули до пункту призначення. Ця дата залишається символічно важливою, оскільки вона обрана для проголошення незалежності в 1968. Коли корабель наближається до острова, до нього приєднується група каное та барж, що прийшли назустріч. З корабля, де хвилювання знаходиться в розпалі, вцілілі бачать, як на набережній зібрався схвильований натовп. Островитяни викрикують імена своїх близьких, щоб дізнатися, чи є вони одними із тих, хто вижили. Коли корабель нарешті кидає якір на березі моря, панує метушня, вигнанці штовхаються, щоб отримати перші місця в баржах, відповідальних за привезення їх на землю. Островитяни мають цікаве враження бути присутніми при приїзді невеликої армії, насправді, вигнанці одягнені в тканини з запасів американської армії. Після декількох років розлуки та випробувань науруанці нарешті збираються. Однак радість затінена смутком, багато науруанців втратили своїх близьких під час конфлікту. Деякі з вигнанців приймаються в їхніх сім'ях, інші знаходять притулок у бараках, побудованих як небудь з матеріалів з руїн війни, в очікуванні їх приїзду. Того ж вечора організована вечірка, яка об'єднує всіх науруанців, дає можливість вигнанцям продемонструвати пісні та танці, складені під час екзилу.

### Процеси воєнних злочинів
Наприкінці війни злочини, скоєні японцями під час окупації є предметом судових розслідувань. Розслідування проводяться з труднощами через зникнення японських архівів, що стосуються військових злочинів, і, за певними фактами, відсутності свідків. Обвинувачені відправляються до Рабаула, на островах Бісмарка, і судяться австралійським воєнним судом.
Обезголовлення п'яти австралійців у березні 1943 року, включаючи губернатора острова, Фредеріка Ройдена Чалмерса, мало наслідком у 1946 році смертний вирок Хіррумі Накаямі, офіцеру, відповідальному за операцію. Також було засуджено до довічного ув'язнення в 1948 році унтер-офіцера за розправу над прокаженими у відкритому морі, вчинену в липні 1943 року. За катування, застосовані у вересні 1944 р до науруанця звинуваченого у постачанні розбавленого тодді японцям, відповідальний офіцер отримав 20 років ув'язнення двоє його підлеглих 20 і 15 років ув'язнення.
Що стосується випадків співпраці науруанців з японцями, вони лише слабко покарані. За порадою начальника Тімоті Детудамо, науруанці обирають забуття, щоб зберегти мир у своїй громаді, а не пробуджувати демонів війни. Лише двоє чоловіків визнані колаборантами, і єдина санкція, яку приймають, - це відправлення їх з їхньої роботи.

### Японські сліди
Від'їзд японців залишає на місці багато залишків у вигляді гармат, бункерів та тунелів. У післявоєнні роки BPC, яка намагається перезапустити виробництво фосфату, займається знесенням багатьох військових інфраструктур. На вшанування цього чорного періоду для Науру Корпорація фосфатів Науру фінансувала будівництво музею, присвяченого Другій світовій війні.